# Fotografía RV

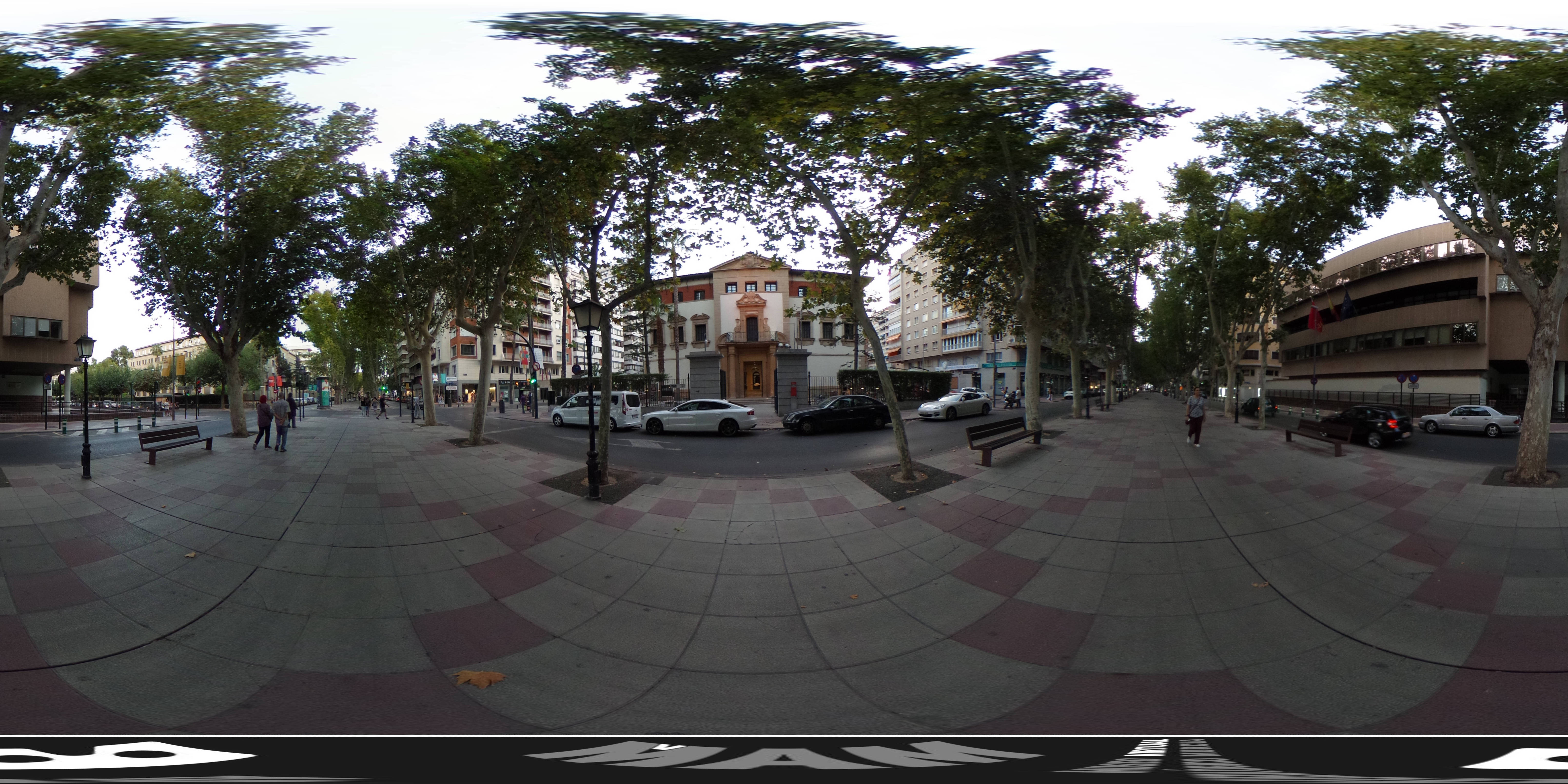
MAM y Alfonso X el Sabio. Murcia, España
[https://tools.wmflabs.org/panoviewer/#MAM_y_Alfonso_X_el_Sabio.jpg Visión omniorámica

Fotografía RV, también Fotografía VR, o fotografía de realidad virtual, permite el visionado interactivo de fotografías panorámicas de gran ángulo, generalmente abarcando un círculo de 360 grados horizontales y 180 grados verticales, proporcionando una vista esférica, por lo que puede ser considerada como fotoesfera, esferofoto u omniorama.
Su finalidad fundamental, como su nombre indica, es su integración en entornos de Realidad Virtual, RV o VR por sus siglas en inglés, Virtual Reality.

## Historia
La historia de la fotografía VR se relaciona con la interacción humano-computadora o interactividad, de modo que un entorno real o imaginario resulta simulado, permitiendo que los usuarios interactúan con él, pudiendo manipular ese "mundo".

## Técnica
La Fotografía RV es el resultado de la captura o creación de una escena completa como imagen única, visible cuando se rota desde una sola posición central. Normalmente es el fruto del ensamblaje o unión de una serie de las fotografías tomadas en varias rotaciones de 360 grados, hasta cubrir los 180 grados de visión vertical, rotaciones diseñadas para cubrir la totalidad de la esfera de lo visible, o utilizando una cámara omnidireccional.
La imagen completa también puede ser el resultado de un efecto generado totalmente por computación, o una composición de fotografía y objetos generados en procesos computacionales.
La fotografía VR también puede ser utilizada para mostrar objetos en 360 (Modelado 360, generalmente referida a Objeto 360 VR). Estas están creadas por captura de una serie de imágenes del objeto rotado 360 (con cámara en una posición fija o rotando la cámara alrededor del objeto). La producción será una serie de imágenes individuales (típicamente en formato JPG) que pueden componer una vista 360 interactiva que utiliza HTML5, Javascript y Centellear. Los Objetos 360 VR son utilizados usualmente en e-comercio como medio para incrementar los índices de difusión, las ventas en línea.

## Visualización
Los omnioramas VR son visualizadas a través de software reproductor de películas, como Apple QuickTime, los cuales pueden ser parte de un navegador Web o una aplicación específica. QuickTime VR (QTVR) era el formato de panorama interactivo original, pero existe un gran número de diferentes reproductores y Plugins. Muchos de estos están basados en Centellear, otros usan Java, SilverLight, OpenGL y WebGL, e incluso Javascript. La mayoría de los reproductores pueden ser analizados en el proyecto  "Panorama Player Comparisons project".